# Deglobalisierung
Mit dem Begriff Deglobalisierung (auch Entglobalisierung, also dem Gegenbegriff zu Globalisierung) wird einerseits eine nicht nur kurzfristige oder zyklische, sondern strukturelle Entwicklung hin zu geringerer internationaler Verflechtung der Handelsströme sowie zu einer Abnahme der Direktinvestitionen im Ausland beschrieben. Andererseits bezeichnet der Begriff den wirtschaftspolitischen Kurs von Staaten, Staatenbündnissen oder auch Regionen, die sich vom Projekt einer weiteren Weltmarktintegration distanzieren oder zurückziehen. Letzteres kann aus konservativ-isolationistischen Motiven erfolgen wie etwa unter der Regierung Donald Trumps, dessen Politik einige Nachahmer fand („Trumpismus“), oder im Falle des Brexit. Der Rückzug wird aber auch als aktive ökosozialistische oder ökoregionale Strategie in Verbindung mit einer Dezentralisierung und Regionalisierung der Güterproduktion proklamiert. Ein anderes Ziel ist die Reduzierung von internationalen Abhängigkeiten und politischer Erpressbarkeit in Bezug auf Rohstoffe, Energie und andere Vorlieferungen bis hin zu einer Autarkie-Politik.

## Ursachen und Motive
Nach dem Denkansatz von Walden Bello wird Globalisierung nicht als unumkehrbarer Prozess verstanden. Schon in der Vergangenheit zeigten sich – wie zwischen 1914 und 1915 – kurzfristige Unterbrechungen der Globalisierung, die als Deglobalisierung bezeichnet worden sind. Doch wurde die Tatsache, dass das Niveau des Welthandels vor dem Ersten Weltkrieg infolge der Weltwirtschaftskrise der 1930er Jahre und des Zweiten Weltkrieges erst in den 1970er Jahren wieder überschritten wurde, bisher nicht als Ausdruck einer Deglobalisierung angesehen, da es seit den 1990er Jahren zu einer weit stärkeren Globalisierungswelle kam. Deren Kritiker merken jedoch an, dass alle großen Globalisierungswellen bisher zu Krisen, zu Deglobalisierungstendenzen und in den Protektionismus geführt haben.
Im Fokus der Befürworter der Deglobalisierung steht die Kritik an internationalen Organisationen wie der WTO, der UN oder der EU, die generell als zu schwach oder deren Regeln über den freien Warenverkehr als nachteilig für die jeweils eigene Nation oder Region empfunden werden. Damit verbunden ist oft eine allgemeine Kritik am neoliberalen Modell der Dominanz der Regulation durch den Markt. Gemeinsam ist sowohl ideologischen als auch realpolitisch-pragmatischen Begründungen einer Deglobalisierungspolitik der Hinweis auf die massive Funktionsdefizite, Risiken und Krisenanfälligkeit der „Hyperglobalisierung“ seit den 1990er Jahren, als deren Folge die Weltfinanzkrise ab 2008 betrachtet wird. Umgekehrt tragen Krisen wie die COVID-19-Pandemie mit ihren Lockdowns, der Containerkrise und der Chipkrise oder der Russisch-Ukrainische Krieg mit den daraufhin verhängten Handelssanktionen zur Störung internationaler Handelsbeziehungen und zur Abschreibungen von Direktinvestitionen im Ausland bei. Sie zwingen zulieferintensive Industrien und internationale Investoren zur Minimierung ihrer im Ausland eingegangenen Risiken und ihrer Abhängigkeit von internationalen Zulieferungen. Hinzu kommen zunehmende Befürchtungen vor der unberechtigten Aneignung von immateriellen Property rights durch die Verlagerung der Produktion ins Ausland oder vor den Folgen des Terrorismus, die zu weltweit steigenden Sicherheitskosten führen.
Während der jährliche durchschnittliche Zuwachs des Welthandels von ca. 1970 bis zur Finanzkrise weitaus größer war als der Zuwachs des weltweiten Sozialprodukts, zeitweise sogar mehr als doppelt so groß, flachte diese Tendenz im Laufe der 2000er Jahre ab. Mit anderen Worten ist die Elastizität des Welthandels in Bezug auf das Weltsozialprodukt (quantifiziert als Verhältnis des Handelszuwachses bezogen auf den Zuwachs des Sozialprodukts) seit 2000 gesunken. So ist nicht eindeutig, was Ursache und Folge ist: Folgt auf die Deglobalisierung ein wirtschaftlicher Schrumpfungsprozess oder ist dieser Prozess Ausdruck einer Erschöpfung der Wachstumspotenziale durch überdehntes Outsourcing und extreme internationale Arbeitsteilung? In der vertikalen Überspezialisierung der Entwicklungs- und Schwellenländer wie vor allem Chinas wird ein Risikopotenzial und eine strukturelle Ursache der Verlangsamung oder des Auslaufens der Globalisierungswelle gesehen.
Diese Effekte könnten sich u. a. aus dem transaktionskostentheoretischen Modell des Unternehmens ergeben, dem zufolge es Grenzen des Outsourcing und damit auch der Globalisierung gibt: Determiniert wird der Globalisierungsgrad einer Branche vor allem durch die Höhe der Transaktionskosten. Niedrige Transaktionskosten führen tendenziell zu globalisierten Märkten, hohe Transaktionskosten zu segmentierten Märkten oder zur Rücknahme des Outsourcing. Die trotz Handelserleichterungen und Binnenmärkten (EU, NAFTA, Mercosur) steigenden Transaktionskosten im internationalen Handel ergeben sich u. a. aus Qualitätskontroll-, Zertifizierungs- oder Sicherheitskosten (im Fall von Pandemien oder zur Vorbeugung gegen Terrorismus im grenzüberschreitenden Verkehr durch Anschaffung von Geräten und Schutzmitteln, Verarbeitung zusätzlicher Informationen, Personal usw.). Das drückt die Produktivität der Unternehmen, während nebenbei das Gut „öffentliche Sicherheit“ produziert wird, für das jedoch bis auf Ausnahmen niemand – auch nicht der Konsument – zahlt. Auch wird deutlich, dass die Klimakrise zu weltweit steigenden Transportkosten (siehe z. B. Slow steaming) führen wird, was zur Forderung auf den Verzicht des Imports fossiler Brennstoffe und anderer Rohstoffe und Agrarprodukte und zu nationalen Autarkiebestrebungen führt.
Aus entwicklungspolitischer Sicht und als Folge der Russisch-Ukrainischen Krieges erhält auch das Thema der Ernährungssouveränität erstmals seit den Autarkietendenzen der 1930er Jahre wieder globale Relevanz. Schließlich zeigt der russisch-ukrainische Krieg die Risiken auf, die entstehen, wenn Schlüsselunternehmen oder -industrien in ausländischer Hand sind. So halten ausländische Investoren fast 55 Prozent der deutschen DAX-Aktien und etwa zwei Drittel der Dividenden fließen ins Ausland – mit steigender Tendenz.
Hinzu kommen verteilungs- und sozialpolitische Begründungen der Notwendigkeit einer Deglobalisierung. Es gelte das durch die neoliberale Revolution verschärfte internationale Wohlstandsgefälle und die weltweit steigende Differenz zwischen Kapitaleinkommen und Arbeitseinkommen zu verringern.
Vor allem die Tatsache, dass die Globalisierung von den internationalen Finanzmärkten ausging, während sie gleichzeitig die nationalstaatliche Fähigkeit zur Regulierung dieser Märkte und damit tendenziell auch der Arbeitsbedingungen unterläuft, macht sie zur Zielscheibe demokratietheoretischer Einwände. Da Demokratie weiterhin auf der nationalstaatlichen Ebene verankert ist, führt diese relative Schwächung des Steuerungspotenzials der Nationalstaaten mittel- und längerfristig zum Bedeutungsverlust von Demokratie und erhöht die Politikverdrossenheit.
Sowohl imperiale Großstrukturen als auch Binnenmärkte wie die EU, die im Innern versucht, in jeder Hinsicht perfekte schrankenlose Märkte nachzubilden, leiden an solchen „Demokratiedefiziten“. Wolfgang Streeck konstatiert: „Empires are at a congenital risk of overextension, in territorial, economic, political, cultural, and other respects. The larger they get, the more it costs to keep them together, as centrifugal forces grow and the center needs to mobilize ever more resources to contain them.“ So gibt es seit langem Vorschläge, die Blockierungstendenzen solcher Großstrukturen, wie sie im Brexit oder im Umgang der EU mit Polen und Ungarn deutlich geworden sind, durch die teilweise Rücknahme supranationaler Integration und ihre Ersetzung durch kooperative Strukturen zu entschärfen. Amitai Etzionis Vorschlag zur Entblockierung der EU erinnert an de Gaulles „Europa der Vaterländer“. Praktisch ist es wohl unmöglich, die EU-Verträge in großem Umfang zu revidieren, so dass das Demokratiedefizit der EU ebenfalls festgeschrieben wird. Eine Alternative zu solchen marktbasierten Großstrukturen wäre die Dominanz imperialer Mächte, die eine Ordnung an ihrer Peripherie zentral durchsetzen, wie dies schon Carl Schmitt vorschwebte und wie es die USA praktizieren. Dieses Modell scheint Wolfgang Streeck wahrscheinlicher als die Vision eines unabhängigen, nicht-imperialen, kooperativen Staatensystems in Europa.

## Strategien und Erscheinungsformen der Deglobalisierung
Um die entwicklungspolitischen Zielsetzungen zu erreichen, fordern viele Autoren eine Abkehr von den WTO-Regeln, um z. B. durch Kapitalverkehrskontrollen, Protektionismus für heimische Industrien und gezielte Subventionen eigenständige Wirtschaftskraft zu fördern. Als Beispiel wird oft auf die asiatischen Tigerstaaten hingewiesen, die dieser Strategie gefolgt seien und somit von Entwicklungsländern zu Industrieländern aufgestiegen sind. Sie lieferten Belege für eine erfolgreiche Deglobalisierungspolitik zum Aufbau einer international wettbewerbsfähigen Industrie. In den 1970er-Jahren baute das technologisch rückständige Südkorea mit selektivem Protektionismus eine Stahl- und Schiffbauindustrie auf. Die daraus hervorgegangenen Konzerne wie Hyundai gehören heute in ihren Bereichen zu den Weltmarktführern.
Dies ist allerdings mit erheblichen Kosten verbunden, deren Auswirkungen sich in verschiedenen Sektoren niederschlagen. So gehen angeblich im Zuge der Deglobalisierung die weltweite Produktion, die Beschäftigung, der Welthandel, die ausländischen Investitionen sowie die grenzüberschreitende Mobilität stark zurück. Doch schon aus statistischen Gründen drückt sich im Rückgang des Welthandels nicht unbedingt ein Rückgang der Wertschöpfung und des Wohlstands aus, da sich bei mehrfachem Transport von Gütern oder deren Komponenten über mehrere Grenzen hinweg die Handelsvolumina kumulieren, während die Güter selbst nicht wesentlich an Wert zulegen und außer in der global agierenden Logistikindustrie im Verhältnis zur Produktion in einem Land keine weitere lokale Wertschöpfung erfolgt.
Einer der Erscheinungsformen der Deglobalisierung ist der Handelsprotektionismus zugunsten existierender, oft wenig konkurrenzfähiger Industrien. Dazu gehören wirtschaftspolitische Eingriffe wie die Auflage von nationalen Konjunkturpaketen, die Subventionierung der eigenen Wirtschaft oder die Anhebung von Importzöllen. Letzteres findet besonders oft Anwendung in Schwellen- und Entwicklungsländern, deren einheimische Nachfrage gering ist und in denen eine hohe Arbeitslosigkeit herrscht. Aufgrund verhältnismäßig niedriger Produktionskosten im Inland wird von Importen oftmals abgesehen. Verfolgen jedoch mehrere Länder in derselben Zeitspanne diese Strategie, führt dies zu einem Rückgang des Welthandels und somit zu einem Rückgang der Produktion sowie der Beschäftigung. Es wird jedoch auch die Meinung vertreten, dass Deglobalisierung nicht einen solchen „Rückfall in die Kleinstaaterei mit hohen Schutzzöllen gegen alles und jeden“ verlangt.
Zum Protektionismus gehört ebenfalls der ökonomische Nationalismus, bei dem die im Inland produzierten Waren und die inländische Beschäftigung durch Subventionierung gestützt werden und die Investitionen im Ausland reduziert werden. Das traf für den Aufstieg der Tigerstaaten zu.

Auch die fortschreitende Segmentierung des Weltmarktes in EU, NAFTA oder MERCOSUR wird als Tendenz zur Deglobalisierung betrachtet, die zum Abbau von Leistungsbilanzungleichgewichten und der Exportfixierung beiträgt. Freilich sind auch die Risiken einer Abkopplung vom Weltmarkt nicht zu unterschätzen. 
 Eine damit verbundene Erscheinungsform ist der regulatorische Protektionismus oder die regulatorische Entkopplung, mit denen national höhere Schutzniveaus für Arbeitnehmer, Sicherheitsstandards für Produkte oder Standards für Finanzanlagen festgeschrieben werden.
Das Reshoring, eine oft propagierte Form der Deglobalisierung durch Rückverlagerung der Produktion aus Niedriglohnländern, setzt sehr hohe Investitionen in Automatisierung voraus, die viele Branchen wie etwa die Bekleidungsindustrie nicht tragen können.
Der Finanzprotektionismus, ein weiterer Aspekt der Deglobalisierung, beinhaltet Rettungspläne für vorrangig inländische Banken, die verhindern sollen, dass der Kapitalfluss ins Ausland steigt. Verbunden damit ist die weltweit zunehmende Währungskonkurrenz: Viele Staaten versuchen, den Wert ihrer Währung durch expansive Geldpolitik niedrig zu halten, um ihre Exportgüter attraktiver zu machen. Wenn nicht nur ein Land, sondern mehrere Länder diese Währungspolitik verfolgen, um konkurrenzfähiger zu werden, bleibt der nominale Wert der Währungen im Verhältnis zueinander zwar gleich, der reale Wert jedoch sinkt. Dies führt zu einer massiven Inflation und Senkung der Kaufkraft.
In vielen Fällen ist jedoch schwer vorstellbar, wie die negativen externen Effekte der Globalisierung rückgängig gemacht werden können. So hat die Globalisierung der europäischen und US-amerikanischen Bekleidungsproduktion durch billige Fast Fashion aus Asien und Lateinamerika zu hohen Transportkosten und zum Kollaps der lokalen Produktion in den Entwicklungsländern durch Sammlung und Export von Gebrauchttextilien geführt.
Doch kommt der Globalisierungsprozess nicht vollkommen zum Erliegen, auch wenn die Gegentendenzen stärker werden.

## Klimawandel und Deglobalisierung
Durch die Folgen des fortschreitenden Klimawandels wird die Deglobalisierung nicht mehr nur zu einer vorübergehenden Erscheinung, sondern zu einem langfristigen Trend. In einer ersten Phase wirken sich zunehmende Extremwetterereignisse auf die Dislozierung von Produktionsstandorten aus, indem Industrieversicherungen durch veränderte Risikoeinschätzungen für die betroffenen Regionen kaum noch bezahlbar sind und Banken ihre Kreditbedingungen anpassen. Dazu kommt die Verknappung der Schlüsselressource Wasser, die in traditionellen Wirtschaftsregionen in Verwendung für industrielle Zwecke nicht mehr in ausreichendem Maße und erforderlicher Qualität zur Verfügung steht. Das betrifft in erster Linie Landwirtschaft, Bergbau, Textilindustrie und Energieerzeugung.
Weil sich die terrestrischen Grundwasserreserven nach wiederholt auftretenden Trockenperioden nicht mehr ausreichend regenerieren, wird die Verteuerung und schlussendlich der Ausfall der Importe von Obst, Gemüse und Blumen aus dem Mittelmeerraum und Südafrika prognostiziert. So wird in Mittel- und Nordeuropa der unrentabel gewordene Anbau bestimmter saisonaler landwirtschaftlicher Produkte im eigenen Land aus Sicht der Versorgungssicherheit wieder interessant.
Die durch den Klimawandel angestoßene Veränderung im Verbraucherbewusstsein bringt eine steigende Nachfrage nach ökologische produzierten und transportierten Waren mit sich. Regionale Produktion und kurze Lieferketten sind bereits fester Bestandteil von Industriestrategie sowie Händlermarketing und gehen mittelfristig zu Lasten des Imports. Auch die Abschottung regionaler Märkte, um ökologische Bewirtschaftung in der Land- und Forstwirtschaft außerhalb von internationaler Konkurrenz zu ermöglichen, steht in den kommenden Jahren auf der Tagesordnung.